# Deutsches Institut für Normung

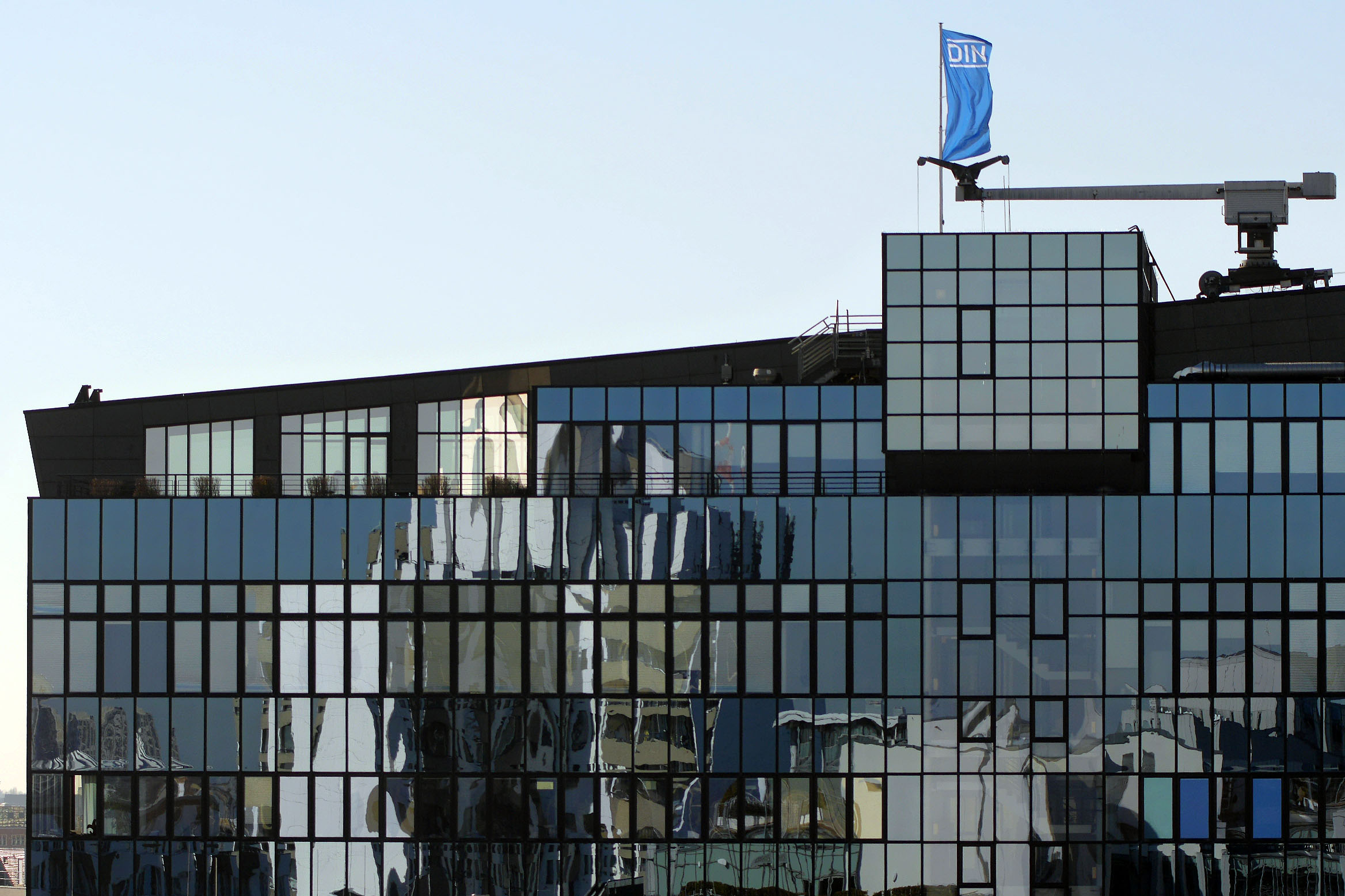
Sede DIN a Berlin-Tiergarten da est

Il Deutsches Institut für Normung e.V., o DIN ("Istituto tedesco per la standardizzazione"), è un'organizzazione tedesca per la definizione di norme. Fondata il 22 dicembre 1917 col nome di Normenausschuss der deutschen Industrie (Comitato di Normazione dell'industria tedesca) e poi ribattezzata prima nel 1926 con il nome Deutscher Normenausschuß (Comitato Tedesco di Normazione) per giungere, infine, all'attuale nome nel 1975.
Nel 1951 diventa membro dell'International Organization for Standardization (ISO) e nel 1975, in seguito ad accordi col governo della Germania Federale viene riconosciuta come ente per gli standard nazionali tedeschi; ed è inoltre membro del Movimento Europeo Germania. Ha inoltre istituito nel 2001 il premio Nutzen der Normung (benefici della standardizzazione).
Sono da attribuirsi al DIN lo standard per i formati della carta oggi ripresi dall'ISO 216 (inizialmente contenuti nel precetto DIN 476 tra i quali il formato A4), i connettori per segnali elettrici che ne hanno ereditato il nome ed il profilato ad omega usato per il fissaggio degli apparecchi elettrici, più conosciuto come guida DIN, nonché uno dei vecchi standard di misura della velocità (sensibilità) della pellicola fotografica.

## Storia
Il DIN fu fondato su iniziativa del Königlichen Fabrikationsbüro für Artillerie (Fabo-A), cioè l'ufficio imperiale per l'artiglieria a Berlino. Infatti in seguito alle operazioni di razionalizzazione della produzione di armamenti, nel gennaio 1917, si era giunti alla conclusione che tutta la Germania doveva diventare una cooperativa di produzione, specialmente per quanto riguardava i macchinari.
Il DIN fu quindi fondato nel deutsches Reich nel maggio 1917 come "comitato di normativa per la costruzione di macchine", con il compito unificare gli elementi più importanti della produzione. Il 22 dicembre 1917 fu ribattezzato in "Normenausschuß der deutschen Industrie" (comitato tedesco di standardizzazione, NADI). Il primo standard DI-Norm 1 "Spina conica" fu pubblicato nel marzo 1918. Nel 1922 fu pubblicato lo standard più conosciuto DIN-476 per i formati della carta (per es. il DIN-A4). Nel 1926 il DIN fu ribattezzato in "Deutscher Normenausschuß" (DNA), considerando il fatto che già negli anni '20 il lavoro di standardizzazione non si limitava più solo all'industria. Il DNA cercò di utilizzare ancora l'abbreviazione DIN associandola a "Das Ist Norm" (questa è la norma) per rimpiazzare l'iniziale "Deutsche Industrie-Norm", ma il nuovo nome non si è affermato fra il pubblico.
Dopo la seconda guerra mondiale nel 1946 il comando alleato autorizzò il DIN a riprendere la sua attività. Nel 1951 il DIN divenne membro dell'ISO Organizzazione Internazionale per la Standardizzazione, con il compito di rappresentare l'area di lingua tedesca. Nel maggio 1975 l'organizzazione ha cambiato nuovamente nome, chiamandosi "DIN Deutsches Institut für Normung e. V." (Istituto tedesco per gli standard), e i risultati del proprio lavoro sono le "Deutschen Normen“ (standard tedeschi) o "DIN-Normen“ (norme DIN).

## Scopo
Scopo del DIN è essere utile nella regolamentazione di interessi collettivi mediante la normazione, organizzando, imponendo e moderando. Questo attraverso l'innovazione, la razionalizzazione, l'orientamento all'economia, alla scienza, alla legge e alla bene pubblico, per la sicurezza nell'uso di prodotti, per l'assicurazione qualità, la compatibilità, sostituibilità, igiene, sicurezza, tutela del consumatore, sicurezza sul lavoro e protezione dell'ambiente.
L'ambito elettrotecnico e tenuto dal DIN e dalla Verband der Elektrotechnik, Elektronik und Informationstechnik VDE assieme nel DKE Deutsche Kommission Elektrotechnik Elektronik Informationstechnik.
Il DIN lavora nel quadro della organizzazione mondiale di normazione ISO e di quella europea CEN e nella IEC e CENELEC. Organizza il recepimento delle norme internazionali per la Germania.
Le DIN-Normen vengono edite su carta dalla Beuth Verlag, società sorella figlia del DIN-Gruppe, oltre che scaricabili on line. L'editore pubblica anche documenti di altre organizzazioni internazionali.
In Svizzera esiste la Schweizerische Normen-Vereinigung (SNV) e in Austria la Austrian Standards International ÖNORM.

## Organizzazione e attività
Il DIN è organizzato giurisdicamente come "Verein" cioè un club o associazione registrata, i cui soci sono persone giuridiche. L'assemblea dei soci elegge il consiglio di amministrazione, che è formato da rappresentanti di tutte le parti interessate, gli utenti, la scienza e lo Stato. Albert Dürr è il presidente dal 2015.
Il DIN è presieduto da un consiglio di amministrazione, con a capo il presidente del consiglio. Lo staff permanente del DIN è responsabile, come segretariato, che i principi fondamentali del DIN vengano rispettati, per esempio che nessun gruppo di interesse venga ignorato. Lo staff organizza il lavoro nei comitati (anche internazionali), prepara il programma di lavoro e il bilancio relativo che viene poi approvato dal comitato direttivo, composto da rappresentanti dei gruppi interessati. Il DIN fornisce l'infrastruttura elettronica per lo sviluppo degli standard.
Le attività commerciali (come per es. la vendita dei documenti degli standard) sono affidate a ditte filiali o a società a compartecipazione organizzate come società a responsabilità limitata (SRL). Queste contribuiscono al recupero dei costi delle attività di standardizzazione del DIN, che è un istituto senza scopo di lucro.

### I comitati "Ausschuss"
Il lavoro di standardizzazione viene svolto nei comitati di lavoro o nei comitati tecnici. Per ciascun compito di standardizzazione è responsabile solo un comitato di lavoro, che rappresenta anche gli interessi presso i comitati internazionali di normatizzazione. Normalmente più comitati di lavoro sono riuniti in un comitato di standardizzazione del DIN.
Alcuni comitati di standardizzazione hanno il nome "Normenstelle" (Ufficio di standard) perciò gli acronimi dei vari comitati cominciano spesso, ma non sempre con "N". Anche i nomi di alcuni comitati non sono sempre chiari, per es. il comitato per "tecnica automobilistica" comprende tutto il campo degli autoveicoli. Al momento (2013) ci sono circa 70 comitati, la lista completa si può vedere sulla pagina ufficiale del DIN.

### Lista parziale dei comitati "Ausschuss"
- Ausschuss Normenpraxis (ANP) - Prassi
- Normenausschuss Akustik, Lärmminderung und Schwingungstechnik (NALS) - Acustica
- Normenausschuss Armaturen (NAA) - Valvole
- Normenausschuss Automobiltechnik (NAAutomobil) - Automobili
- Normenausschuss Bauwesen (NABau) - Edilizia
- Fachnormenausschuss Bergbau (FABERG) - Miniere
- Fachnormenausschuss Kautschuktechnik (FAKAU) - Gomma
- Normenausschuss Bibliotheks- und Dokumentationswesen im DIN (NABD) - Biblioteche e documentazione
- Normenausschuss Dental (NADENT) - Odontotecnica
- Normenausschuss Dienstleistungen (NADL) - Servizi
- Normenausschuss Messen und Regeln (NAMUR) - Misurazioni
- Normenausschuss Eisen und Stahl - Ferro e acciaio
- Normenstelle Elektrotechnik (NE) - Elettrotecnica
- Normenausschuss Ergonomie - Ergonomia
- Normenausschuss Feinmechanik und Optik - Meccanica fine e ottica
- Normenausschuss Feuerwehrwesen (FNFW) - Antincendio
- Normenausschuss Heiz-, Koch- und Wärmgerät (FNH) - Calore
- Normenausschuss Informationstechnik und Anwendungen (NIA) - Informatica
- Normenausschuss Kunststoffe (FNK) - Plastica
- Normenausschuss Kommunale Technik (NKT) - Municipalità
- Normenausschuss Maschinenbau (NAM) - Costruzione di macchine
- Normenausschuss Materialprüfung (NMP) - Prove materiali
- Normenausschuss Persönliche Schutzausrüstung - Protezioni individuali
- Normenausschuss Pigmente und Füllstoffe - Coloranti e riempitivi
- Normenausschuss Radiologie (NRA) - Radiologia
- Normenausschuss Rundstahlketten (NRK) - Catene
- Normenausschuss Sachmerkmale (NSM) - Etichettatura
- Normenstelle Schiffs- und Meerestechnik (NSMT) - Navi e marina
- Normenausschuss Schweißen und verwandte Verfahren - Saldatura
- Normenausschuss Sport- und Freizeitgerät (NASport) - Sport e tempo libero
- Normenausschuss Tankanlagen (NATank) - Installazione serbatoi
- Normenausschuss Technische Grundlagen (NATG) - Basi tecniche
- Normenausschuss Terminologie (NAT) - Terminologia
- Normenausschuss Veranstaltungstechnik, Bild und Film (NVBF) - Eventi, fotografia e cinema
- Normenausschuss Wasserwesen - Acqua
- Normenausschuss Luft- und Raumfahrt (NL) - Aeronautica e spazio

## Finanziamento
Il finanziamento del DIN proviene da tre fonti:
1. Contributi pubblici sono forniti nell'interesse della comunità, per promuovere la competitività e nell'interesse pubblico, come sicurezza sul lavoro, sanità ecc. Questi contributi sono destinati esclusivamente ad eseguire lavori di standardizzazione di interesse pubblico.
2. Finanziamenti diretti da parte dell'industria sia come quote associative che come sovvenzioni, che assicurano uno strumento di gestione pratico per il lavoro di standardizzazione.
3. Attività commerciali proprie - il DIN raccoglie circa il 68% del suo budget dalle sue filiali. Fra queste attività si conta la vendita dei volumi degli standard e dei loro prototipi, altre attività di stampa, servizi e ricavati da partecipazioni.

## Valore legale delle norme
"Le Norme DIN non sono norme legali, ma sono regole tecniche private con carattere di raccomandazione. Possono rappresentare le regole conosciute della tecnica o rimanere dietro a queste." BGH, Sentenza del 14 maggio 1998, Az. VII ZR 184/97.
Le norme DIN offrono un riferimento per un corretto rendimento tecnico, quindi sono importanti dal punto di vista legale. Comunque le norme DIN hanno il carattere di raccomandazioni e quindi possono essere seguite oppure no. Le norme diventano legalmente vincolanti solo quando vengano esplicitamente prese a riferimento in contratti privati o in leggi o decreti pubblici. Siccome le norme DIN sono chiare e univoche, possono venire usate per evitare litigi legali.

## Principi di base
I principi sono normati dalla DIN 820:
- Usabilità
- Coinvolgimento di tutte le parti interessate
- Unità
- Libertà
- Internazionalità
- Contrarietà ai cartelli
- Consenso
- Orientata al mercato
- Utilità verso tutti
- Pubblica
- Orientata al bene comune
- Rilevanza
- Per la scienza e la tecnica
- Trasparente
- Libertà di replica
- Economica

## Critiche
Le norme DIN vengono talvolta accusate che sarebbero "favorevoli all'industria" e darebbero più benefici all'industria che alla comunità. Come esempio fu citata in un documentario della televisione NDR il "test di infiammabilità della norma DIN 4102. Secondo il rapporto il bastoncino di Polistirene usato nel test si fonde verso l'alto e si allontana dalla fonte di calore, con la conclusione che il test sarebbe così costruito da dare i risultati desiderati dall'industria, cioè dimostrare la non-infiammabilità del Polistirene.